# ورزشگاه بورگ بریگز
ورزشگاه بورگ بریگز (به انگلیسی: Borough Briggs) یک ورزشگاه در بریتانیا است که در Moray واقع شده‌است.